# Hanns Schwarz
Hanns Schwarz, nato Ignatz Schwarz, (Vienna, 11 febbraio 1888 – Hollywood, 27 ottobre 1945), è stato un regista tedesco di origine austriaca.

## Biografia
Hanns Schwarz, dopo aver frequentato l'Accademia d'Arte di Vienna, studiò architettura e pittura a Düsseldorf e a Parigi. I suoi viaggi di studio lo portarona in Egitto, Inghilterra e in altri paesi europei. Dovendo preparare per il governo bulgaro un film, cominciò ad occuparsi di cinema. Nel 1920, si sposò con l'attrice Lissy Arna, ma il matrimonio si risolse in un divorzio nel 1922.
Nel 1923, trasferito a Berlino, trovò lavoro come regista, messo sotto contratto dall'UFA. Con l'inizio del sonoro, fu uno dei primi a dedicarsi al cinema d'operetta. Nel 1933, lasciò la Germania a causa delle leggi razziali. In Inghilterra, diresse la diciannovenne Ida Lupino in Prince of Arcadia. Negli Stati Uniti, lavorò come sceneggiatore sotto lo pseudonimo di Howard Shelton. Il suo ultimo film, Il trionfo della primula rossa, lo girò nel Regno Unito nel 1937.

## Filmografia
- Zwei Menschen (1924)
- Nanon (1924)
- Die Stimme des Herzens (1924)
- La principessa della czarda (Die Czardasfürstin ) (1927)
- Rapsodia ungherese (Ungarische Rhapsodie) (1928)
- Die Durchgängerin (1928)
- Nina Petrowna (Die wunderbare Lüge der Nina Petrowna) (1929)
- L'ala della fortuna (Liebling der Götter) (1930)
- Bomben auf Monte Carlo (1931)
- Il capitano Craddock (Le Capitaine Craddock) (1931)
- Gypsies of the Night (1932)
- Prince of Arcadia (1933)
- Il trionfo della primula rossa (Return of the Scarlet Pimpernel) (1937)